# Le Vrétot

Le Vrétot este o comună în departamentul Manche, Franța. În 1 ianuarie 2018 avea o populație de 635 de locuitori.